# Semezanges
Semezanges ist eine französische Gemeinde mit 92 Einwohnern (Stand 1. Januar 2022) im Département Côte-d’Or in der Region Bourgogne-Franche-Comté (vor 2016 Bourgogne); sie gehört zum Arrondissement Beaune und zum Kanton Longvic.

## Geographie
Semezanges liegt etwa 22 Kilometer südwestlich von Dijon. Umgeben wird Semezanges von den Nachbargemeinden Valforêt im Norden, Chambœuf im Nordosten und Osten, Ternant im Süden sowie Gergueil im Westen und Nordwesten.

## Bevölkerung
| Jahr                       | 1962 | 1968 | 1975 | 1982 | 1990 | 1999 | 2006 | 2019 |
| Einwohner                  | 63   | 62   | 53   | 66   | 95   | 112  | 111  | 96   |
| Quellen: Cassini und INSEE |      |      |      |      |      |      |      |      |

## Sehenswürdigkeiten

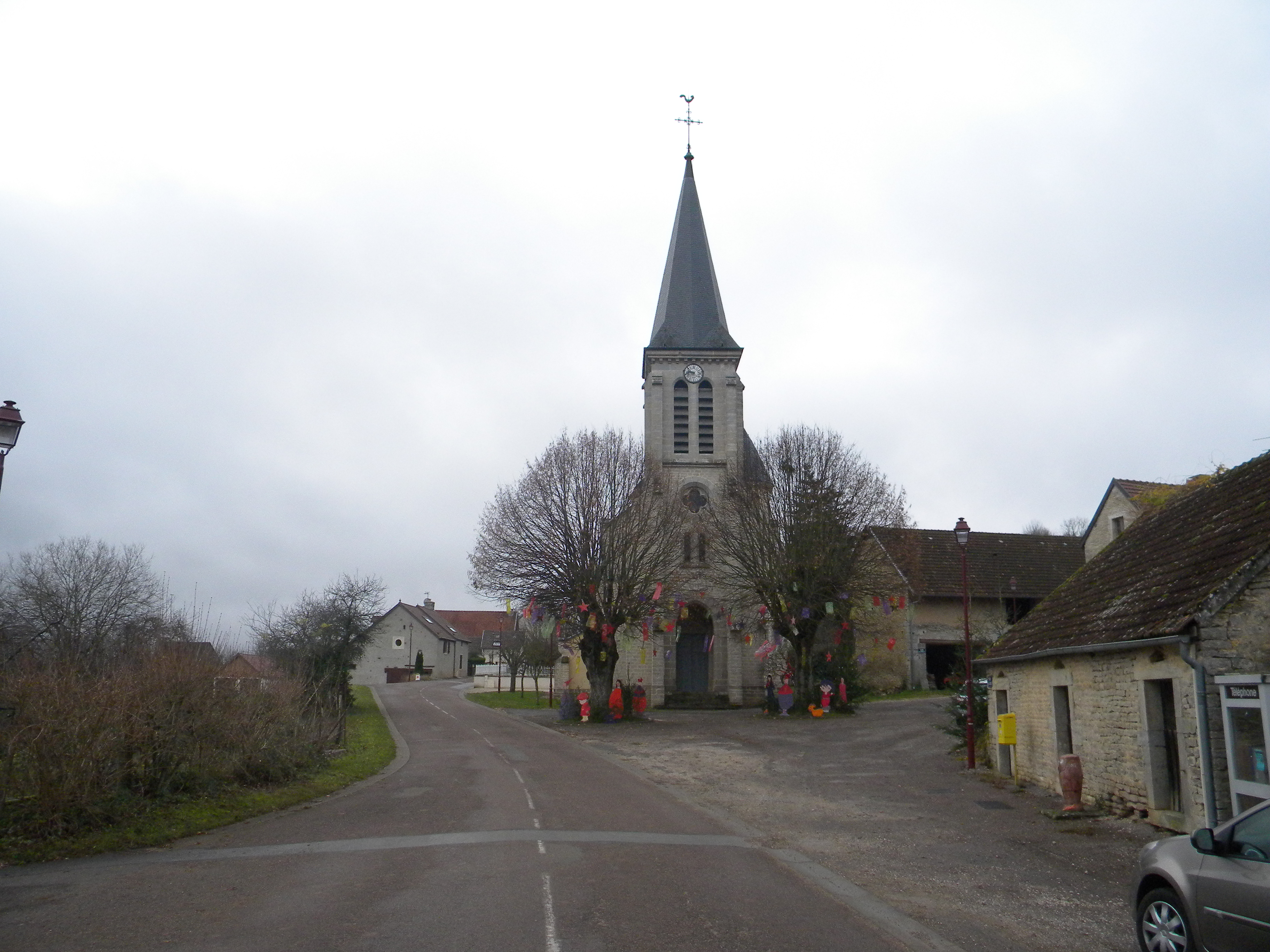
Kirche Sainte-Trinité

- Kirche Sainte-Trinité